# Chatfield (Ohio)
Pour les articles homonymes, voir Chatfield.
Chatfield est un village américain situé dans le comté de Crawford, dans l'Ohio. Selon le recensement de 2010, sa population est de 189 habitants.